# Családban marad (film, 2012)
A Családban marad (eredeti cím: Petunia) 2012-ben bemutatott amerikai dráma filmvígjáték, amelyet Ash Christian és Theresa Benett forgatókönyvéből Ash rendezett. A főbb szerepekben Tobias Segal, Thora Birch, Brittany Snow és Eddie Kaye Thomas látható.
A filmet 2012. június 28-án mutatták be a mozikban.

## Cselekmény
A film párhuzamosan meséli el a Petunia család életét és romantikus/szexuális kapcsolatait: a szülők, Felicia és Percy pszichoanalitikusok, akiknek házassága a férj impotenciája és a testi szeretet hiánya miatt elsorvadt. Három fiuk sincs sokkal különb helyzetben. Charlie meleg, de megpróbál cölibátusban élni; Adrian szexfüggő, aki vaginákat ábrázoló festményeket gyűjt, Michael pedig nemrég vette feleségül Viviant, aki titokban Adriannel kavar. Röviddel az esküvő után kiderül, hogy Vivian terhes, de nem tudja, ki az apa.

## Szereplők
| Szerep          | Színész           | Magyar hang   |
| --------------- | ----------------- | ------------- |
| Charlie Petunia | Tobias Segal      | Kossuth Gábor |
| Vivian Petunia  | Thora Birch       | Dögei Éva     |
| Felicia Petunia | Christine Lahti   | Andresz Kati  |
| Robin McDougal  | Brittany Snow     | Vadász Bea    |
| George McDougal | Michael Urie      | Seder Gábor   |
| Percy Petunia   | David Rasche      | Rosta Sándor  |
| Michael Petunia | Eddie Kaye Thomas | Fekete Zoltán |
| Adrian Petunia  | Jimmy Heck        | Szabó Máté    |
| Natassia        | Branca Ferrazo    |               |
| XL              | Shad Gaspard      |               |

### Magyar változat
- Magyar szöveg: Tóth Balázs
- Hangmérnök és vágó: Gáti Péter
- Gyártásvezető: Pesti Zsuzsanna
- Szinkronrendező: Sárközi Anita
- Produkciós vezető: Legény Judit

A szinkront a Laborfilm Szinkronstúdió készítette el.

## Fogadtatás
A filmet a korlátozott számú megjelenés miatt csak kevés helyen értékelték. Általánosságban vegyes visszajelzéseket kapott a kritikusoktól. A Rotten Tomatoes weboldalon 20%-os értékelést kapott 5 kritika alapján, az átlagos értékelése 5,1 pont a 10-ből. A Metacritic oldalán 40 pontot kapott a 100-ból (5 kritika alapján). Frank Scheck, a The Hollywood Reporter munkatársa közömbös kritikájában a „vadul ellentmondásos” cselekményt mérlegeli „néhány csodálatos pillanattal és egy fantasztikus szereplőgárdával” összevetve. Dennis Harvey a Varietyben Todd Solondz rendező munkáihoz hasonlítja a filmet, és úgy ítélte meg,  a Családban maradban „egy kicsit kevesebb a gőg”.